# Keyham (stacja kolejowa)
Keyham – stacja kolejowa na przedmieściach Plymouth  w hrabstwie Devon na liniach kolejowej Tamar Valley Line i Exeter - Plymouth. Stacja otwarta była do obsługi pobliskiej stoczni.

## Ruch pasażerski
Stacja obsługuje ok. 8786 pasażerów rocznie (dane za rok 2021/2022). Posiada bezpośrednie połączenia z Plymouth i Gunnislake. Pociągi zatrzymują się na stacji średnio co pół godziny na obu liniach łącznie.

## Obsługa pasażerów
Automaty biletowe, przystanek autobusowy.